# Richibucto

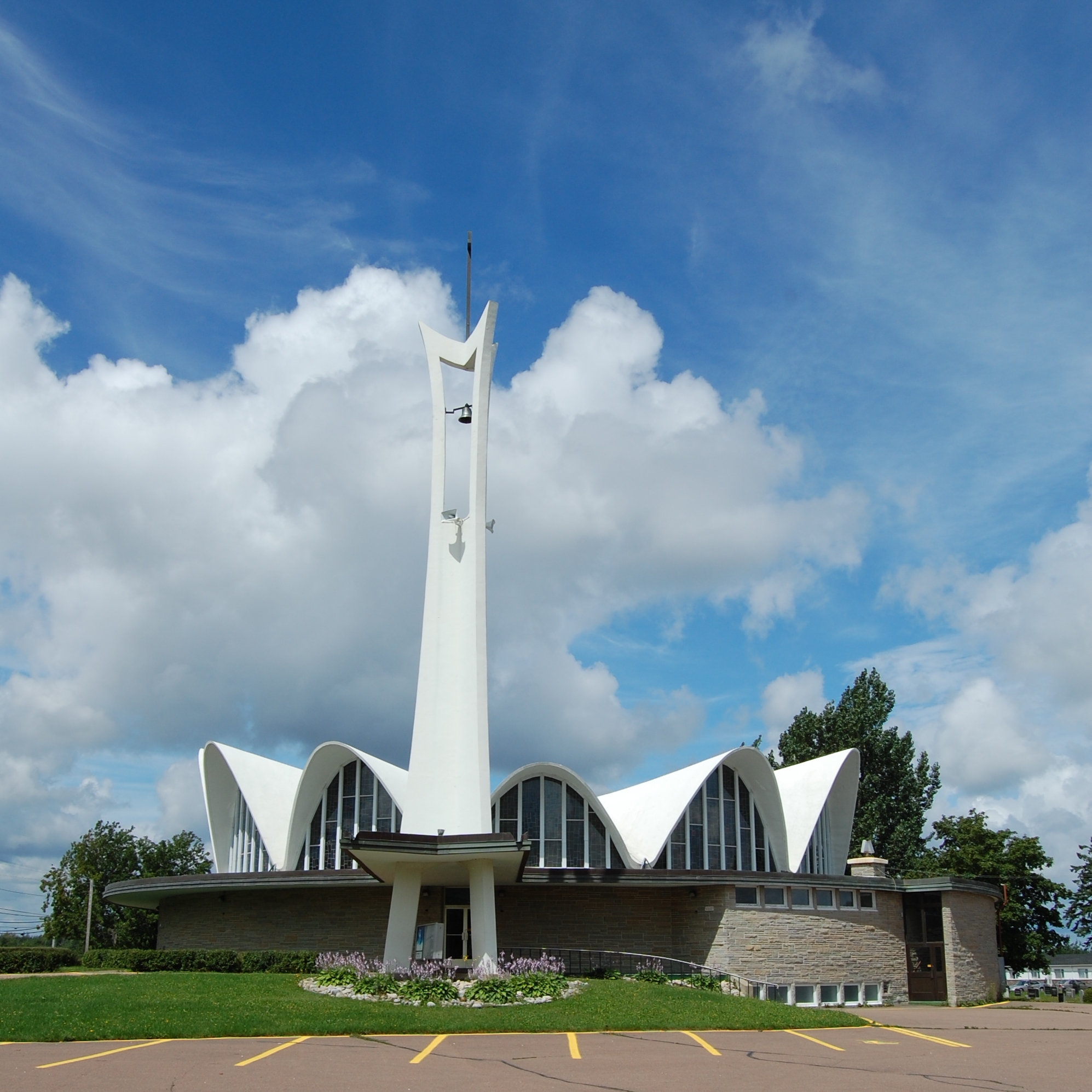
Saint-Louis-de-Gonzague Church

Richibucto ist eine Stadt in der kanadischen Provinz New Brunswick/Nouveau-Brunswick mit 1266 Einwohnern (Stand: 2016). 2011 betrug die Einwohnerzahl 1286.

## Geografie
Richibucto liegt im Kent County an der Südspitze des Kouchibouguac-Nationalparks sowie kurz vor der Mündung des Richibucto in die Northumberlandstraße. Rund 60 km nordwestlich befindet sich Miramichi. Bouctouche im Südosten sowie Moncton im Süden sind 25 bzw. 65 Kilometer entfernt. Die Verbindungsstraße New Brunswick Route 11 tangiert Richibucto im Westen.

## Geschichte
Der Name des Ortes stammt von den Mi’kmaq und bedeutet „feuriger Fluss“ (engl.: river of fire). Die ersten europäischen Siedler waren Akadier und Engländer, die sich in der Hauptsache mit dem Bau von Schiffen befassten. 1865 wurde ein Leuchtturm errichtet. Zwischen 1883 und 1984 verkehrte eine Eisenbahnlinie der Kent Northern Railway bis zur Kent Junction.
Heute ist der Fang von Hummern (Lobster) und Kammmuscheln (Scallops) in der jeweiligen Saison ein bedeutender Wirtschaftszweig. In jedem Jahr findet im Juli ein Scallop-Festival statt. Die Stadt ist außerdem im Tourismus aktiv und besitzt einen Yachthafen.

## Historische Anlagen
Richibucto verfügt über eine Vielzahl von historisch wertvollen Bauwerken, die auf der List of historic places in Kent County, New Brunswick verzeichnet sind:
- Télesphore Arsenault Residence
- Ballast Heaps
- Camille Bordage Pharmacie
- Bourque-Robichaud House
- Lestock DesBrisay House
- Dr. Lawrence McLaren House
- McLeod-Mundle House
- Daniel O'Leary Property
- Henry O'Leary House
- Renzetta Residence
- Saint-Louis-de-Gonzague Church
- John Stevenson House

## Persönlichkeiten
- Peter Veniot (1863–1936), Politiker
- Henry Joseph O’Leary (1879–1938), römisch-katholischer Geistlicher, Erzbischof von Edmonton 1920–1938